# Francesco Serao
Francesco Serao (San Cipriano d'Aversa, 20 de setembro de 1702 — Nápoles, 5 de agosto de 1783) foi um médico, físico, geólogo, filósofo e académico italiano.

## Biografia
Francesco Serao foi educado pelos jesuítas em Nápoles. Seguiu o pensamento de René Descartes. Aos 18 anos de idade, formou-se em Medicina e, em 1727, recebeu a cátedra de Medicina Teórica na Università degli Studi di Napoli Federico II. Em 1732 foi nomeado professor de Anatomia e depois de Medicina.
Foi membro da Academia das Ciências de Nápoles (Società Reale di Napoli), com o seu professor Niccolò Cirillo, e foi eleito membro da Academia de Ciências de Paris, da Academia de Londres, da Academia Beneditina de Bolonha e de outros importantes grupos científicos e literários da Europa. 
Traduziu para italiano as obras médicas de John Pringle. Francesco Serao foi médico-chefe do Reino de Nápoles e médico de Rei Fernando IV de Bourbon. 
Faleceu em 1783 e foi sepultado na igreja de Monteverginella, em Nápoles.

## Obras publicadas
Entre outras, é autor das seguintes publicações:
- Vita Nicolai Cirilli, 1738
- De suffocatis ad vitam revocandis, 1775
- Consilia medica
- Epistula ad Ioannonem Brunum sulla peste
- De Castrensibus morbis
- Istoria dell'incendio del Vesuvio accaduto nel mese di maggio 1737, Naples, published by Novello de Bonis, also translated into French and English in 1738
- Lezioni accademiche sulla tarantola, 1742
- Saggio di considerazioni anatomiche fatte su di un leone; Descrizione dell'elefante, Osservazioni sopra un fenomeno occorso nell'aprire un cinghiale, Naples, published by Giuseppe De Bonis,